# ダーク・マン
ダーク・マン（The Dark Mon）はアメリカ合衆国のプロレスラー。イリノイ州オーロラ出身。

## 来歴

### インディー団体
2009年、アトランタを拠点とし、カーティス・ヒューズが主宰するWWA4（World Wrestling Alliance 4）にプロレスラーになるべくトレーニングを開始。ネイビーブルー（Navy Blue）のリングネームでプロレスラーデビューを果たす。デビュー後、イリノイ州を拠点とするWCPW（Windy City Pro Wrestling）、アラバマ州を拠点とするGCW（Great Championship Wrestling）を中心に参戦。GCWではWWA4の同門であるARフォックスやネイションとライバルとして鎬を削り合い共に成長。
2010年4月8日、GCWにてブル・ブキャナンと対戦するが敗戦。9月23日、TNA・iMPACT!にてスティービー・リチャーズと対戦。最後にスティービーキックを喰らい敗戦。

### WWE

#### FCW
2011年2月、WWEと契約を交わし入団。傘下団体であるFCWにてデショーン・ビショップ（DeSean Bishop）のリングネームでトレーニングを開始。4月14日、タンパでのハウスショーにてデビュー。DTポーターと組んでエリック・ローワン & バック・ディションと対戦するが敗戦した。5月22日、FCW TVに登場。エデンよりインタビューを受け早く試合をしたい旨を観客へアピールした。同月29日、FCW TVにてカルバン・レインズと対戦。高角度ドロップキックの連発からバックボディドロップで攻めるがカウンターのビッグブートを喰らうと最後にレインドロップを決められ敗戦。6月12日、リック・ビクターと対戦。終盤にコーナー上から仕掛けてきたビクターの攻撃を避けるとフルネルソンスラムを決めて勝利。8月7日、レオ・クルーガーと対戦。最後にスーパースタッドストライクを喰らい敗戦。同月8日、WWEから解雇となった。

### インディー団体
WWE解雇後、2012年、WWA4に復帰。地獄の使者であるギミック、ダーク・マン（The Dark Mon）へと変身。3月30日、DRAGON GATE USAのOpen The Ultimate Gate 2012にネイビーブルーとして参戦。DJハイドと対戦するが敗戦した。4月14日、OVWにローグ・ネイビーブルー（Rogue Navy Blue）のリングネームで参戦。アレックス・シルバと対戦。試合開始から攻め込まれ、ランニングラリアットからシルバ・サーファーへと繋げられ敗戦。5月5日、ロブ・テリーと対戦。テリーのパワーに圧倒され最後にチョークスラムを喰らい敗戦。同月24日、OVW TV王座を保持するモハメド・アリ・バイエズに挑戦。トリッキーな戦法で足を攻められるがパワーで圧倒し、終盤にチョークスラムを仕掛けようと首を掴むが切り返されるとカッターを決められ敗戦。7月28日、ライアン・ハウと対戦。最後にダイビング・ローリング・ネックブリーカーを喰らい敗戦。
2013年8月31日、ジョージア州を拠点とする怪奇派レスラー集団ともいえる団体であるMCW（Monstrosity Championship Wrestling）に参戦する事を発表。10月15日、MCW Fright Festにて30人バトルロイヤルに出場。優勝を飾りMCWヘビー級王座を戴冠。
2014年3月7日、NWA加盟団体であるFUW（Florida Underground Wrestling）のIdes Of Marchにネイビーブルーとして参戦。WWA4の同門であるムース・オジナカと対戦するが敗戦。4月5日、ROHのSupercard of Honor VIIIに参戦。ムース & チーズバーガーと組んでウィル・フェラーラ & アーロン・ソロ & ブ・ク・ダオと対戦。最後にチョーク・ブリーカーを決めて勝利。5月29日、インディアナ州を拠点とするIWA Mid SouthのHere We Go Againに参戦。アメリカン・バイキング、ボルト・ブレイディ、ダニエル・イーズと4wayマッチを行うが勝利するに至らなかった。6月28日、マサチューセッツ州を拠点とするBeyond WrestlingのSleeper Cellに参戦。WWA4の同門であるオーディンソンと対戦するが敗戦。
2015年3月23日、ノースカロライナ州を拠点とするPWX（Premiere Wrestling Xperience）のEnemy Territoryに参戦。ウィル・ハッカビーと対戦。終盤にスパインバスターを喰らいグロッキー状態になり、ハッカビーがコーナーポスト上へ登ろうとしたところを素早くおきてロープを蹴りふるい落とすとデス・トゥ・ザ・ヒーローを決めて勝利。同月24日、IWA Mid South March Massacre 2015にてブラック・バロン、ジョー・ヘイケンと3wayマッチを行うが勝利するに至らなかった。5月17日、PWX Believe The Hypeにてブラック・バロンと組んでPWXタッグ王座挑戦権争奪トーナメントに出場。ブラバド・ブラザーズ（ランス・ブラバド & ハーレム・ブラバド）と対戦するが敗戦。10月4日、ジョージア州を拠点とするAWE（Atlanta Wrestling Entertainment）のDestination : Actionに参戦。ルーシャス・レロンと対戦。終始圧倒していたものの終盤に場外から椅子を持ちこんだレロンにレフェリーが静止するがレフェリーに殴打して無効試合となり、試合後にチョークスラムを決めてリングから去った。同月25日、AWE Destination Atlantaにてレロンと再戦。序盤より圧倒して勝利した。11月1日、AWEにてアイスバーグと対戦。試合終盤に殴り合う展開となって収拾がつかなくなり無効試合になる。試合後にアイスバーグを襲撃して額から流血させ倒した。

## 得意技
- デス・トゥ・ザ・ヒーロー

相手を肩車の要領で担ぎ上げ、相手の頭の後ろに両手を回して掴み、前屈の状態で座りこんで相手を頭から落とし叩きつける。
ジョーカーのジョーカードライバーと同型技。
- チョークスラム

ジ・アンダーテイカー、ケインのように決める前に大きく右手を振りかぶるポーズがトレードマークになっている。
- チョーク・ブリーカー

チョークスラムで持ち上げた相手をマットではなく自分の膝に叩き付けるチョークスラムとバックブリーカーの複合技。
ディスコ・マシンのブギ・ウギ・バックブリーカーと同型技。
- デーモンズエッジ

パワーボム・バックブリーカー
- スープレックスボム

相手をバーティカル・スープレックスの要領で持ち上げ、前方へ投げつける。
- ファイヤーマンズ・ダブルニーガットバスター

ファイヤーマンズキャリーの状態から両膝を腹部に当てる変形ガットバスター。
- ティルトワール・バックブリーカー
- ギロチンドロップ
- フライング・クロスボディ
- ミリタリープレス

軽量級の相手との対戦時、コーナー際まで運び、ターンバックル上へ落とす場合がある。